# Freccia Vallone 1941
La Freccia Vallone 1941, quinta edizione della corsa, si svolse il 13 luglio 1941 per un percorso di 205 km. La vittoria fu appannaggio del belga Sylvain Grysolle, che completò il percorso in 5h22'00" precedendo i connazionali Gustave Van Overloop e Jacques Geus.
Al traguardo di Rocourt furono 20 i ciclisti (tutti belgi), dei 46 partiti da Mons, che portarono a termine la competizione.

## Ordine d'arrivo (Top 10)
| Pos. | Corridore              | Squadra            | Tempo    |
| ---- | ---------------------- | ------------------ | -------- |
| 1    | Sylvain Grysolle       | Dilecta            | 5h22'00" |
| 2    | Gustave Van Overloop   | -                  | a 26"    |
| 3    | Jacques Geus           | -                  | a 40"    |
| 4    | Albrecht Ramon         | -                  | s.t.     |
| 5    | Martin Van Den Broeck  | -                  | s.t.     |
| 6    | Roger Vandendriesssche | -                  | s.t.     |
| 7    | Maurits Van Herzele    | -                  | s.t.     |
| 8    | Joseph Van Kerckhoven  | -                  | s.t.     |
| 9    | Albert Anciaux         | -                  | s.t.     |
| 10   | François Neuville      | Helyett-Hutchinson | s.t.     |